# Миколаївська сільська рада (Станично-Луганський район)
| Миколаївська сільська рада — колишній орган місцевого самоврядування у Станично-Луганському районі Луганської області з адміністративним центром у с. Миколаївка. Водоймища на території, підпорядкованій даній раді: річка Сіверський Донець. Сільській раді підпорядковані населені пункти: - с. Миколаївка - с. Бурчак-Михайлівка - с. Лобачеве - с. Суходіл |

## Склад ради
Рада складалася з 22 депутатів та голови.

### Керівний склад ради
| ПІБ                        | Основні відомості                                                         | Дата обрання | Дата звільнення |
| -------------------------- | ------------------------------------------------------------------------- | ------------ | --------------- |
| Гребьонкіна Надія Єгорівна | Сільський голова, 1953 року народження, освіта, позапартійна              | 26.03.2006   | 31.10.2010      |
| Пожидаєв Вадим Вікторович  | Сільський голова, 1975 року народження, освіта вища, член Партії регіонів | 31.10.2010   |                 |

Примітка: таблиця складена за даними джерела